# Milano–San Remo 2023
Cursa Milano-San Remo 2023 a fost ediția a 114-a a cursei clasice de ciclism Milano-San Remo, cursă de o zi. S-a desfășurat pe data de 18 martie 2023 și face parte din calendarul UCI World Tour 2023.

## Echipe participante
Întrucât Milano-San Remo este un eveniment din cadrul Circuitului mondial UCI 2022, toate cele 18 echipe UCI au fost invitate automat și obligate să aibă o echipă în cursă. Șapte echipe profesioniste continentale au primit wildcard.

### Echipe UCI World
| - AG2R Citroën Team - Alpecin–Deceuninck - Astana Qazaqstan Team - Arkéa-Samsic - Bora–Hansgrohe - Cofidis - EF Education–EasyPost - Groupama–FDJ - Ineos Grenadiers - Intermarché–Circus–Wanty - Movistar Team | - Soudal Quick-Step - Team Bahrain Victorious - Team Jayco–AlUla - Team DSM - Team Jumbo–Visma - Trek-Segafredo - UAE Team Emirates |  |

### Echipe continentale profesioniste UCI
| - Eolo-Kometa - Green Project–Bardiani–CSF–Faizanè - Israel–Premier Tech - Lotto–Dstny | - Q36.5 Pro Cycling Team - Team TotalEnergies - Tudor Pro Cycling Team |  |

## Rezultate
| Loc | Concurent            | Echipă                  | Timp       |
| --- | -------------------- | ----------------------- | ---------- |
| 1   | Mathieu van der Poel | Alpecin–Deceuninck      | 6h 25' 23" |
| 2   | Filippo Ganna        | Ineos Grenadiers        | +15"       |
| 3   | MWout van Aert       | Team Jumbo–Visma        | +15"       |
| 4   | Tadej Pogačar        | UAE Team Emirates       | +15"       |
| 5   | Søren Kragh Andersen | Alpecin–Deceuninck      | +26"       |
| 6   | Mads Pedersen        | Trek–Segafredo          | +26"       |
| 7   | Neilson Powless      | EF Education–EasyPost   | +26"       |
| 8   | Matej Mohorič        | Team Bahrain Victorious | +26"       |
| 9   | Anthony Turgis       | Team TotalEnergies      | +26"       |
| 10  | Jasper Stuyven       | Trek–Segafredo          | +26"       |

## Legături externe
- Site web oficial